# Marcello Oretti
Œuvres principales
Notizie de’ professori del disegno cioè pittori, scultori e architetti bolognesi e forestieri di sua scuola (d)
Marcello Oretti né le 27 décembre 1714 à Bologne et mort le 28 janvier 1787 dans la même ville, est un auteur italien spécialiste de l'histoire de l'art du XVIIIe siècle, actif à Bologne et connu pour ses ouvrages sur les peintres, sculpteurs et différents artistes bolonais.
Il était aussi artiste peintre et graveur, il privilégiait le style néo-classique.